# グレイシャーの定理
グレイシャーの定理（グレイシャーのていり、英: Glaisher's theorem）は、数論における整数の分割の研究で使われる恒等的な定理である。1883年、ジェームズ・グレイシャーにより証明された。グレイシャーの定理の述べるところによれば、整数{\displaystyle n}を数{\displaystyle d}で割り切れない和因子に分割する方法の個数は、{\displaystyle n}を同じ数の和因子の個数（重複度）が{\displaystyle d}未満になるように分割する方法の個数に等しい。 {\displaystyle d=2}の場合は、レオンハルト・オイラーによって証明されたオイラーの分割恒等式に該当する。

## 主張
整数{\displaystyle n}を数{\displaystyle d}で割り切れない数に分割する。この分割の方法の個数は{\displaystyle n}を同じ数の和因子が{\displaystyle d}個未満になるように分割する方法の個数に等しい。後者を形式的に書くと、{\displaystyle \lambda _{i}\geq \lambda _{i+1}}かつ{\displaystyle \lambda _{i}\geq \lambda _{i+d-1}+1}を満たす{\displaystyle n=\lambda _{1}+\cdots +\lambda _{k}}のような分割となる。
{\displaystyle d=2}の場合はオイラーの定理として知られる。オイラーの定理は{\displaystyle n}をすべて異なる和因子に分割する方法と、すべて奇数である和因子に分割する方法の個数が等しいことを主張する。
以下においては、12 = 1 + 1 + 1 + 1 + 2 + 3 + 3の様に分割したものを{\displaystyle 1^{4}2^{1}3^{2}}のように表現する。また、数の同じ和因子の個数を重複度と呼ぶこととする。例えば、{\displaystyle 1^{4}2^{1}3^{2}}の1の重複度は4である。

### オイラーの定理の例
整数7の15個の分割の中で、2で割り切れない数（奇数）の和因子に分割したものを太字で示してある。
{\displaystyle \mathbf {7} ,6^{1}1^{1},5^{1}2^{1},\mathbf {5^{1}1^{2}} ,4^{1}3^{1},4^{1}2^{1}1^{1},4^{1}1^{3},\mathbf {3^{2}1^{1}} ,3^{1}2^{2},3^{1}2^{1}1^{2},\mathbf {3^{1}1^{4}} ,2^{3}1^{1},2^{2}1^{3},2^{1}1^{5},\mathbf {1^{7}} }
次には、整数7の分割の中で、重複度が2未満になるように（1つも同じものにならないように）分割したものを太字で示してある。
{\displaystyle \mathbf {7} ,\mathbf {6^{1}1^{1}} ,\mathbf {5^{1}2^{1}} ,5^{1}1^{2},\mathbf {4^{1}3^{1}} ,\mathbf {4^{1}2^{1}1^{1}} ,4^{1}1^{3},3^{2}1^{1},3^{1}2^{2},3^{1}2^{1}1^{2},3^{1}1^{4},2^{3}1^{1},2^{2}1^{3},2^{1}1^{5},1^{7}}
この2種類の分割の方法の個数は等しい。

### d=3の場合の例
整数6の11個の分割の中で、すべての和因子が3で割り切れないように分割したものを太字で示してある。
{\displaystyle 6,\mathbf {5^{1}1^{1}} ,\mathbf {4^{1}2^{1}} ,\mathbf {4^{1}1^{2}} ,3^{2},3^{1}2^{1}1^{1},3^{1}1^{3},\mathbf {2^{3}} ,\mathbf {2^{2}1^{2}} ,\mathbf {2^{1}1^{4}} ,\mathbf {1^{6}} }
次には、整数6の11個の分割の中で、重複度が3未満になるように分割したものを太字で示してある。この分割の方法の個数は、前者の分割の方法と等しい。
{\displaystyle \mathbf {6} ,\mathbf {5^{1}1^{1}} ,\mathbf {4^{1}2^{1}} ,\mathbf {4^{1}1^{2}} ,\mathbf {3^{2}} ,\mathbf {3^{1}2^{1}1^{1}} ,3^{1}1^{3},2^{3},\mathbf {2^{2}1^{2}} ,2^{1}1^{4},1^{6}}

## 証明
オイラーの分割恒等式と同様に母関数による証明を行う。整数{\displaystyle n}を数{\displaystyle d}で割り切れない数に分割する方法の個数を{\displaystyle p_{d}(n)}、{\displaystyle n}をどの重複度も{\displaystyle d}未満になるように分割する方法の個数を{\displaystyle q_{d}(n)}とする。このときすべての自然数{\displaystyle n}で{\displaystyle p_{d}(n)=q_{d}(n)}を示せばよい。{\displaystyle p_{d}(n)=q_{d}(n)}を証明する代わりに{\displaystyle \sum _{n=0}^{\infty }p_{d}(n)x^{n}=\sum _{n=0}^{\infty }q_{d}(n)x^{n}}が恒等的に成り立つことを示す。
この式の両辺は、分割数の無限積表示と同様に次のように書ける。
{\displaystyle \sum _{n=0}^{\infty }p_{d}(n)x^{n}=\prod _{n=1,d\nmid n}^{\infty }{\frac {1}{1-x^{n}}}}
{\displaystyle \sum _{n=0}^{\infty }q_{d}(n)x^{n}=\prod _{n=1}^{\infty }{\frac {1-x^{dn}}{1-x^{n}}}}
{\displaystyle q_{d}(n)}を展開して、
{\displaystyle \prod _{n=1}^{\infty }{\frac {1-x^{dn}}{1-x^{n}}}={\frac {1-x^{d}}{1-x}}{\frac {1-x^{2d}}{1-x^{2}}}\dots {\frac {1-x^{kd}}{1-x^{k}}}\dots }
数{\displaystyle d}で割り切れるような数{\displaystyle k=md}について分母{\displaystyle 1-x^{k}}は分子の{\displaystyle 1-x^{md}}と打ち消されるから、{\displaystyle \sum _{n=0}^{\infty }p_{d}(n)x^{n}=\sum _{n=0}^{\infty }q_{d}(n)x^{n}}が成立する。よって{\displaystyle p_{d}(n)=q_{d}(n)}が示された。

## ロジャース＝ラマヌジャン恒等式
{\displaystyle n}をすべて異なる和因子に分割する方法の代わりに、この補集合、つまり、一致するような和因子を一つでも持つように分割する方法を数えれば、さらなる一般化が可能である。これは1894年、レナード・ジェームス・ロジャースがはじめて発見し、1913年にシュリニヴァーサ・ラマヌジャンが再発見した恒等式、ロジャース＝ラマヌジャン恒等式による。ロジャース＝ラマヌジャン恒等式の組み合わせ的な解釈は、1917年にイサイ・シューアによって与えられた。
1) どの和因子も2つ以上の差があるように分割する方法の個数は、5を法として1か4に合同な数のみを含むように分割する方法の数に等しい。
2) どの和因子も2つ以上の差があって、最小の和因子が2以上であるように分割する方法の個数は、5を法として2か3に合同な数のみを含むように分割する方法の数に等しい。

### 例1
整数7の15個の分割の中で、どの和因子も2つ以上の差があるように分割したものを太字で示してある。ただし、分割に同じ数の和因子がある場合、その差は0として扱える。
{\displaystyle \mathbf {7} ,\mathbf {6^{1}1^{1}} ,\mathbf {5^{1}2^{1}} ,5^{1}1^{2},4^{1}3^{1},4^{1}2^{1}1^{1},4^{1}1^{3},3^{2}1^{1},3^{1}2^{2},3^{1}2^{1}1^{2},3^{1}1^{4},2^{3}1^{1},2^{2}1^{3},2^{1}1^{5},1^{7}}
次には、整数7の15個の分割の中で、法を5として1か4に合同な数（1,4,6）のみを和因子に持つように分割したものを太字で示してある。この2つの分割方法の個数はどちらも等しい。
{\displaystyle 7,\mathbf {6^{1}1^{1}} ,5^{1}2^{1},5^{1}1^{2},4^{1}3^{1},4^{1}2^{1}1^{1},\mathbf {4^{1}1^{3}} ,3^{2}1^{1},3^{1}2^{2},3^{1}2^{1}1^{2},3^{1}1^{4},2^{3}1^{1},2^{2}1^{3},2^{1}1^{5},\mathbf {1^{7}} }

### 例2
整数7の15個の分割の中で、どの和因子も2つ以上の差があって、最小の和因子が2以上であるような分割を太字で示してある。
{\displaystyle \mathbf {7} ,6^{1}1^{1},\mathbf {5^{1}2^{1}} ,5^{1}1^{2},4^{1}3^{1},4^{1}2^{1}1^{1},4^{1}1^{3},3^{2}1^{1},3^{1}2^{2},3^{1}2^{1}1^{2},3^{1}1^{4},2^{3}1^{1},2^{2}1^{3},2^{1}1^{5},1^{7}}
次には、整数7の15個の分割の中で、法を5として2か3に合同な数（2,3,7）のみを和因子にもつように分割したものを太字で示してある。
{\displaystyle \mathbf {7} ,6^{1}1^{1},5^{1}2^{1},5^{1}1^{2},4^{1}3^{1},4^{1}2^{1}1^{1},4^{1}1^{3},3^{2}1^{1},\mathbf {3^{1}2^{2}} ,3^{1}2^{1}1^{2},3^{1}1^{4},2^{3}1^{1},2^{2}1^{3},2^{1}1^{5},1^{7}}